# Andreas von Everdingen
Meister Andreas von Everdingen († vor 1412) war sechster Dombaumeister am Kölner Dom. 
Um 1395 wurde er Nachfolger von Meister Michael. Beim Umsturz 1396 stand Andreas auf Seiten der Zünfte. 1398 wurde er als Andres Meister im Tum erwähnt. 1412 erscheint er als (verstorbener) Werkführer in dem Doyme zo Coelne. Er baute das zweite Geschoss des Südturms, auf dem der Domkran jahrhundertelang ein Wahrzeichen der Stadt Köln werden sollte. Er war verheiratet mit einer Aleid. Sein Nachfolger war ab 1425 Nikolaus van Bueren (1380–1445).